# Kuchnia rumuńska
Kuchnia rumuńska – narodowa kuchnia Rumunii, obejmująca rozmaitość potraw wywodzących się z różnych tradycji wynikłych z kontaktów historycznych. Charakterem zbliżona najbardziej do francuskiej i włoskiej, zachowała również znaczne wpływy tureckie z czasów wielowiekowej dominacji osmańskiej. Widoczne są w niej też zapożyczenia z kuchni narodów długotrwale obecnych w przeszłości na tym terytorium (Węgrów, Niemców i Serbów).

## Cechy ogólne
Kuchnia ta odznacza się stosunkowo dużą ilością potraw mięsnych (wołowina, cielęcina, baranina) oraz rybnych, na ogół prażonych na ruszcie (grătar), rzadziej smażonych z użyciem głównie oleju słonecznikowego oraz innych delikatnych olejów roślinnych. Prażone na ruszcie są również mititei (mici) (rumuńska wersja kebapcze/ćevapčići), będące typową i najpopularniejszą przekąską, spożywaną na gorąco lub na zimno. Uzupełnieniem potraw mięsnych jest przede wszystkim sałata, poza tym zielony groszek, fasolka szparagowa, marchew. Z dań mącznych rozpowszechnione są makarony, zazwyczaj z sosem (pomidorowym) i z serową posypką (parmezan) bądź zapiekane z serem. Ze względu na intensywną uprawę kukurydzy szerokie zastosowanie mają jej przetwory (mąka, kasza), z których najbardziej znanym produktem jest mamałyga, przyrządzana na wiele różnych sposobów. Pozostałością kulinarnych wpływów tureckich są m.in. gołąbki sarmale, klopsiki chiftele czy gulaszowy ghiveci. Widoczniejsze są one w zakresie deserów (chałwa, rahat, baklava, różne sorbety). W skład dań deserowych wchodzą owoce (brzoskwinie, morele, kawony), poza tym lody i słodkie torty. Za najlepsze wina uznawane są pochodzące z ziem Mołdawii i Dobrudży, za narodowy napój wysokoprocentowy – destylowana ze śliwek, niezbyt mocna (22-38%) wódka ţuică.

## Specyficzne dania

### Zupy

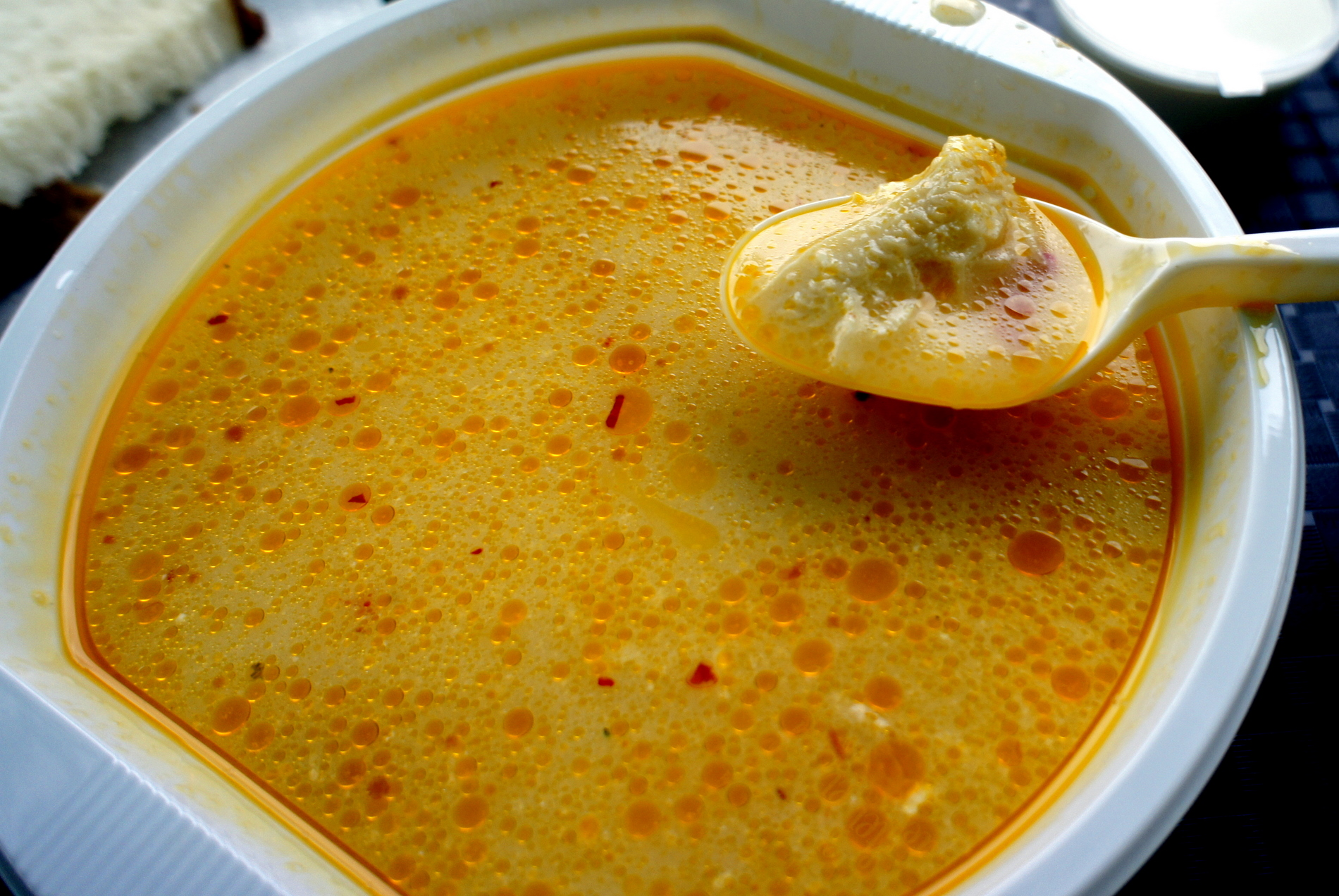
Ciorbă de burtă (flaczki) podawane w przydrożnym barze

- ciorbă (zupa o charakterystycznym kwaśnym smaku)
  - ciorbă de burtă (flaczki)
  - ciorbă de perişoare (zupa z klopsikami)
  - ciorbă ţărănească de văcuţă (chłopska zupa z wołowiną)
  - ciorbă de fasole cu afumătură (grochówka z wędzonym mięsem)
  - ciorbă de peşte "ca-n Deltă" (dunajska zupa rybna)
  - ciorbă de salată cu afumătură (zupa z sałaty i wędzonego mięsa)
  - ciorbă de legume (zupa warzywna)
- supă (ogólna nazwa na słodkie (czasem czyste) zupy, czasami słodkie odmiany ciorbă)
  - supă (de pui) cu găluşte (rosół z kury z kluskami halušky)
  - supă (de pui) cu tăieţei (rosół z makaronem)
  - ciorba de praz (zupa z pora)

### Mięsne

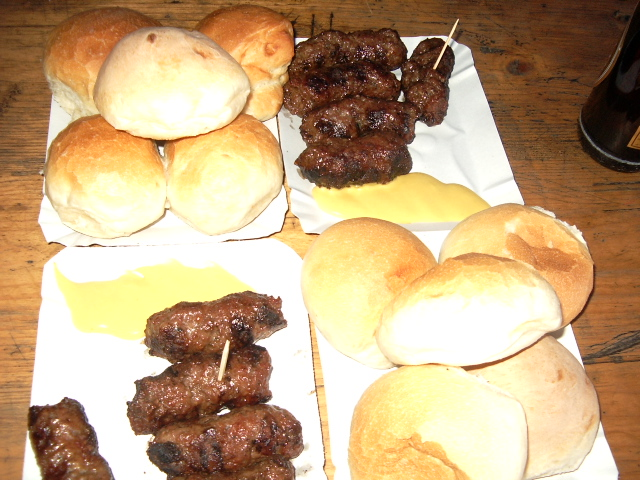
Mititei, musztarda i bułeczki

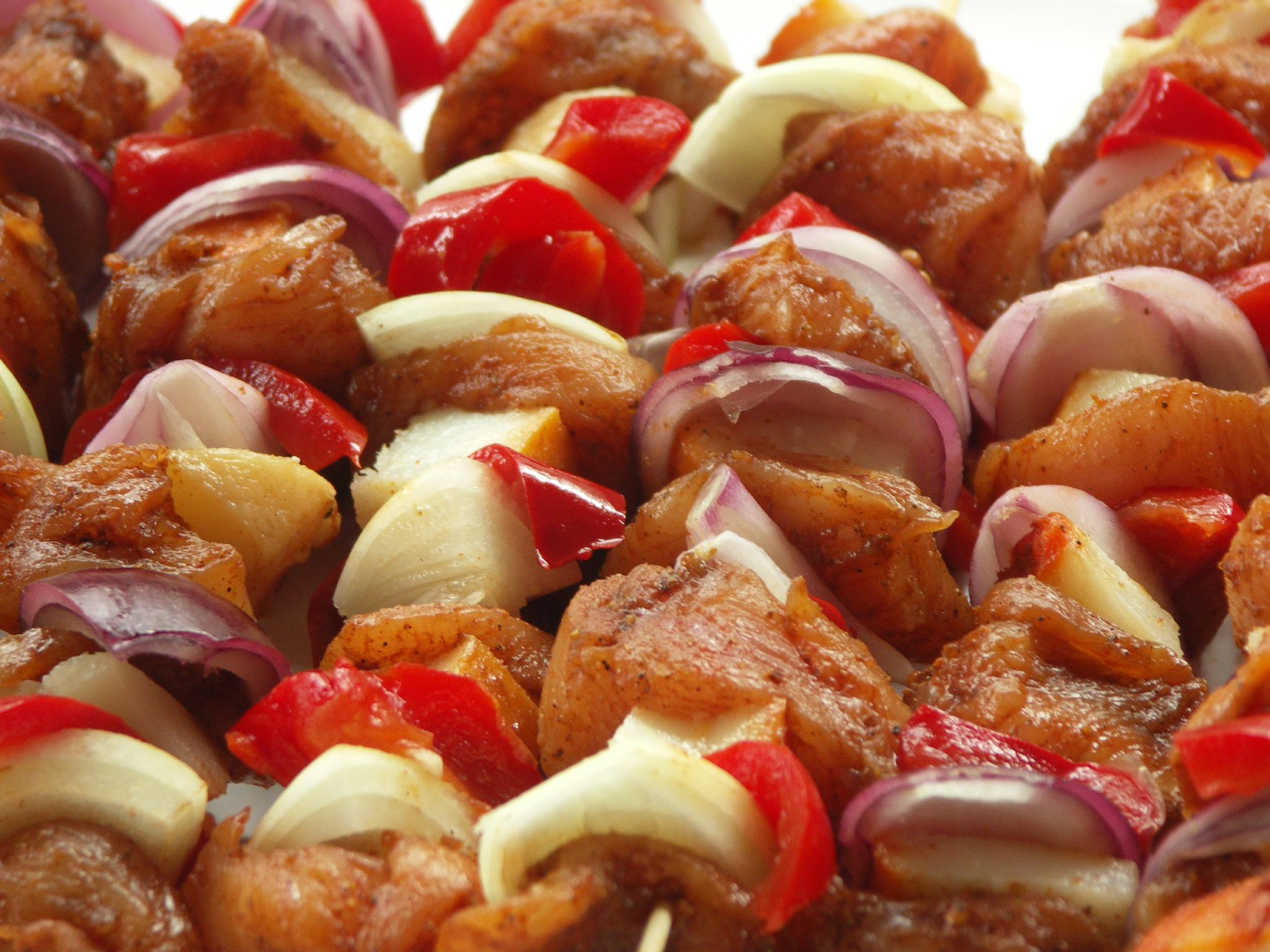
Frigărui

- caltaboş/chişcǎ – gotowana kiełbasa wieprzowa z mielonych organów i ryżu, w świńskiej osłonce
- cârnaţi – czosnkowa kiełbasa używana w Fasole cu cârnaţi
- chiftele – typu dużych klopsików pokrytych skorupą z mąki lub z bułki tartej
- ciulama – biały sos zasmażka stosowany w różnych daniach mięsnych
  - ciulama de viţel – ciulama do cielęciny
  - ciulama de pui – ciulama do kurczaka
- Drob de miel – barani haggis z mielonych podrobów zawiniętych w sadło i pieczonych jak pieczeń, tradycyjne wielkanocne danie
- Frigărui – szaszłyk
- Limba cu măsline – krowi ozór z oliwkami
- Mititei (Mici) – grillowane mięso mielone w rolkach
- musaca – ciasto z bakłażana/ziemniaków i mięsa
- Ostropel – metoda gotowania kurczaka lub kaczki
- Papricaş – gulasz
- Pârjoale – burger
- piftie – mięso w galarecie
- Pleşcoi
- Rasol – gotowane mięso z czosnkiem lub chrzanem
- Slănină (şuncă) – słonina
- şniţel – sznycel wiedeński
  - Cordon bleu şniţel – cordon bleu
  - mosaic şniţel – specjalność zachodniej Rumunii, dwie cienkie warstwy z różnych mięs z warzywami, grzybami lub innym nadzieniem
  - şniţel de pui – panierowany kotlet z piersi kurczaka
- Stufat de miel – gulasz jagnięcy, z cebulą i czosnkiem
- Toba – kiełbasa (zwykle żołądek świni, nadziewany galaretką z wieprzowiny, wątroby i skóry)
- Tocană / tocaniţă – gulasz
- Tocăniţă vânătorească – gulasz z dziczyzny
- Tochitură moldovenească – mołdawski gulasz
- Tochitură ardelenească – siedmiogrodzki gulasz
- Varză Calita – kapusta, żeberka wieprzowe na parze, kaczka lub kiełbaski
- Sarmale – gołąbki

### Rybne
- Salata de icre – sałatka z ikry

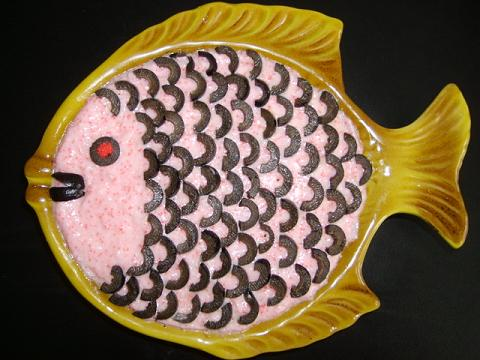
Sałatka z ikry z czarnymi oliwkami

- Plachie din pomoru – ragout z ryb rzecznych z warzywami
- Saramură de crap – karp w solance
- Chiftele de pomoru – ciasto ryb
- Papricaş de pomoru – rybny paprykarz
- Crap okienku – panierowany filet z karpia
- Ghiveci cu pomoru – gulasz z ryb, warzyw
- Macrou afumat – wędzony filet makreli

### Warzywne
- Ardei umpluţi – nadziewane papryki ów
- Dovlecei umpluţi – nadziewane cukinie
- Gulii umplute – nadziewane kalarepy
- Vinete umplute – nadziewane bakłażany
- sarmale – gołąbki z kapusty lub winogron
- ghiveci – gulasz z warzyw lub sałatka podobna do bułgarskiego gjuvec i węgierskiego leczo[2][3]
- Ghiveci cǎlugaresc – gulasz z warzyw przygotowany przez siostry zakonne w klasztorach)
- Tocana de ciuperci – gulasz z grzybów
- Iahnie
- Mâncare de Mazăre – gulasz z grochu
- Mâncare de Praz – gulasz z porów
- Pilaw
- Mamaliga – kukurydziana papka, polenta
- Chifteluţe de ciuperci – chiftele z grzybów zamiast mięsa
- Şniţel de ciuperci – smażone placki z grzybów
- Zacuscă

### Sałatki
- Bors – fermentowane otręby pszenne, zakwaszenie do ciorbă
- Ardei copţi – z pieczonej papryki
- Murături – warzywa konserwowe (najczęściej w solance, ale także za pomocą octu)
  - Castraveţi muraţi – ogórki kiszone
  - Gogonele – marynowane niedojrzałe pomidory
  - Varză murata – kiszona kapusta
  - Murături asortate – z marynowanych warzyw mieszanych – cebula, czosnek, niedojrzałe pomidory, papryka, ogórki, kalarepa, buraki, marchew, seler, pietruszka korzenie, kalafior, jabłka, pigwy, niedojrzałe śliwki, małe niedojrzałe arbuzy, małe cukinie, kapusta czerwona
- Mujdei – z sosem czosnkowym
- Salata de boeuf – mielone gotowane warzywa z mięsem, majonezem i odrobiną musztardy
- Salata de vinete – pieczone i obrane bakłażany, krojona cebula, sól, wymieszane razem z majonezem
- Salata orientala – sałatka ziemniaczana z jajkiem, cebulą i oliwkami
- Salata de sfeclă – sałatka z buraków
- Salata de roşii cu Cebulka – sałatka z pomidorów i cebuli

### Ciasta i desery

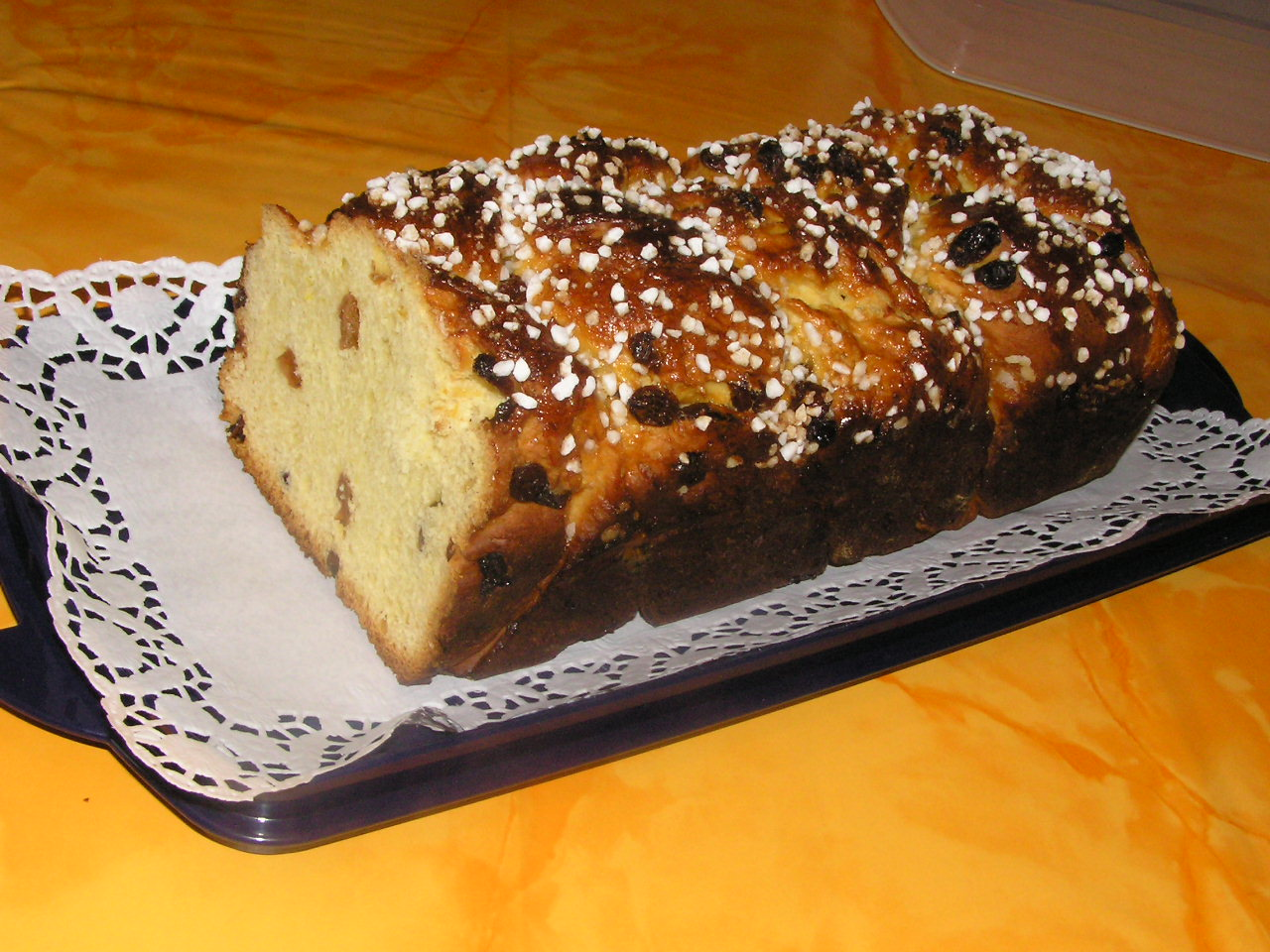
Cozonac

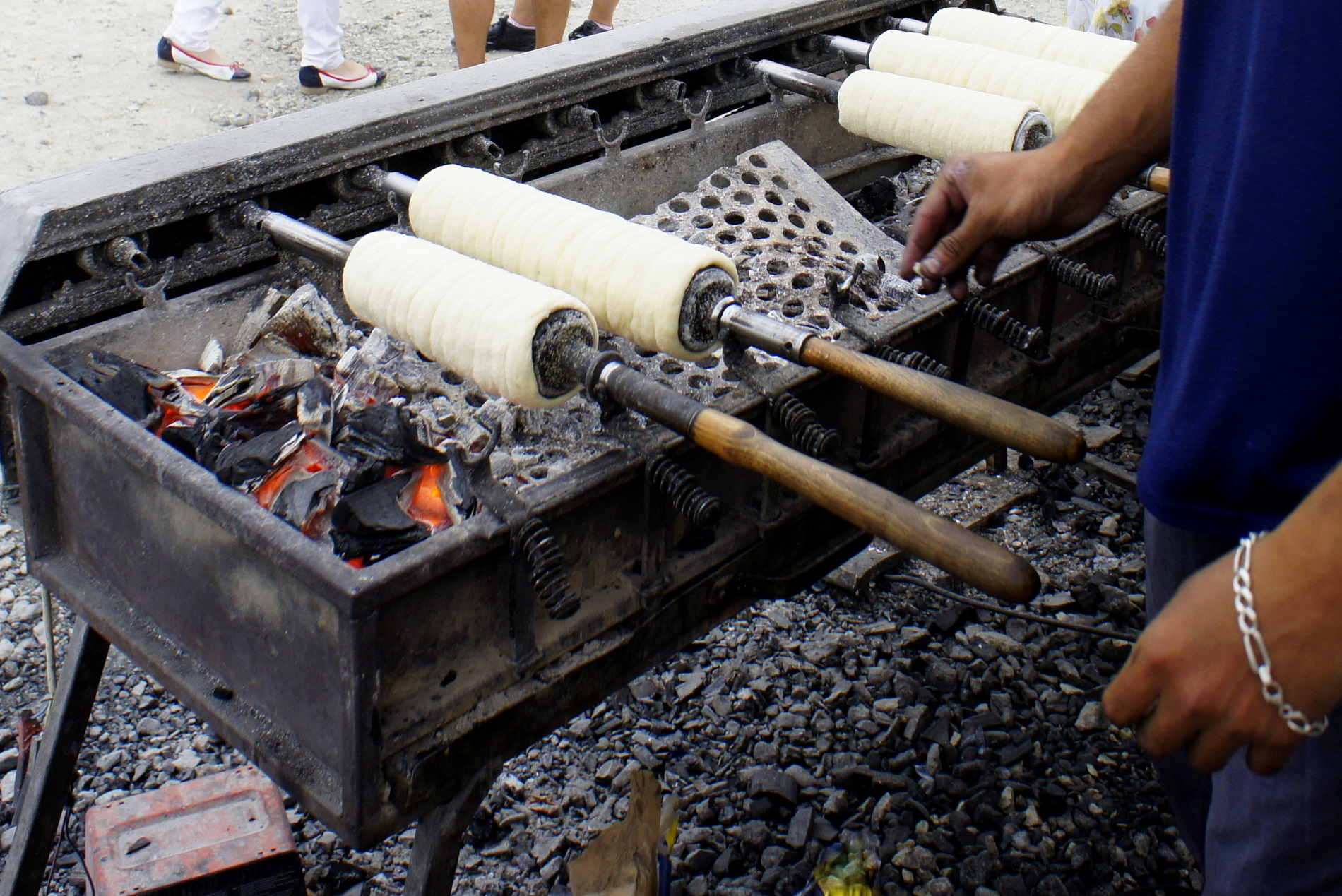
Cozonac (kozunak) w wersji opiekanej na grilu

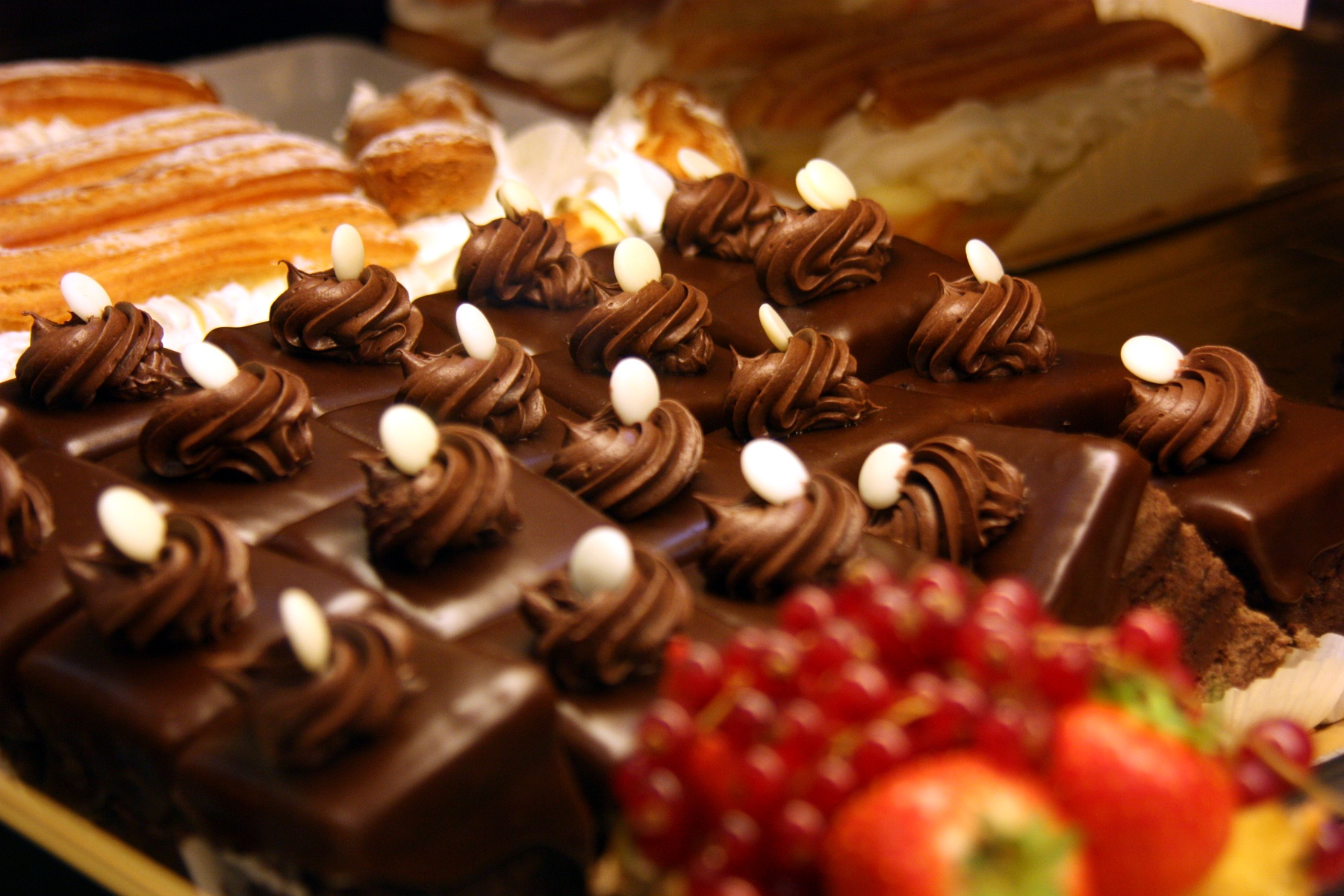
Amandine

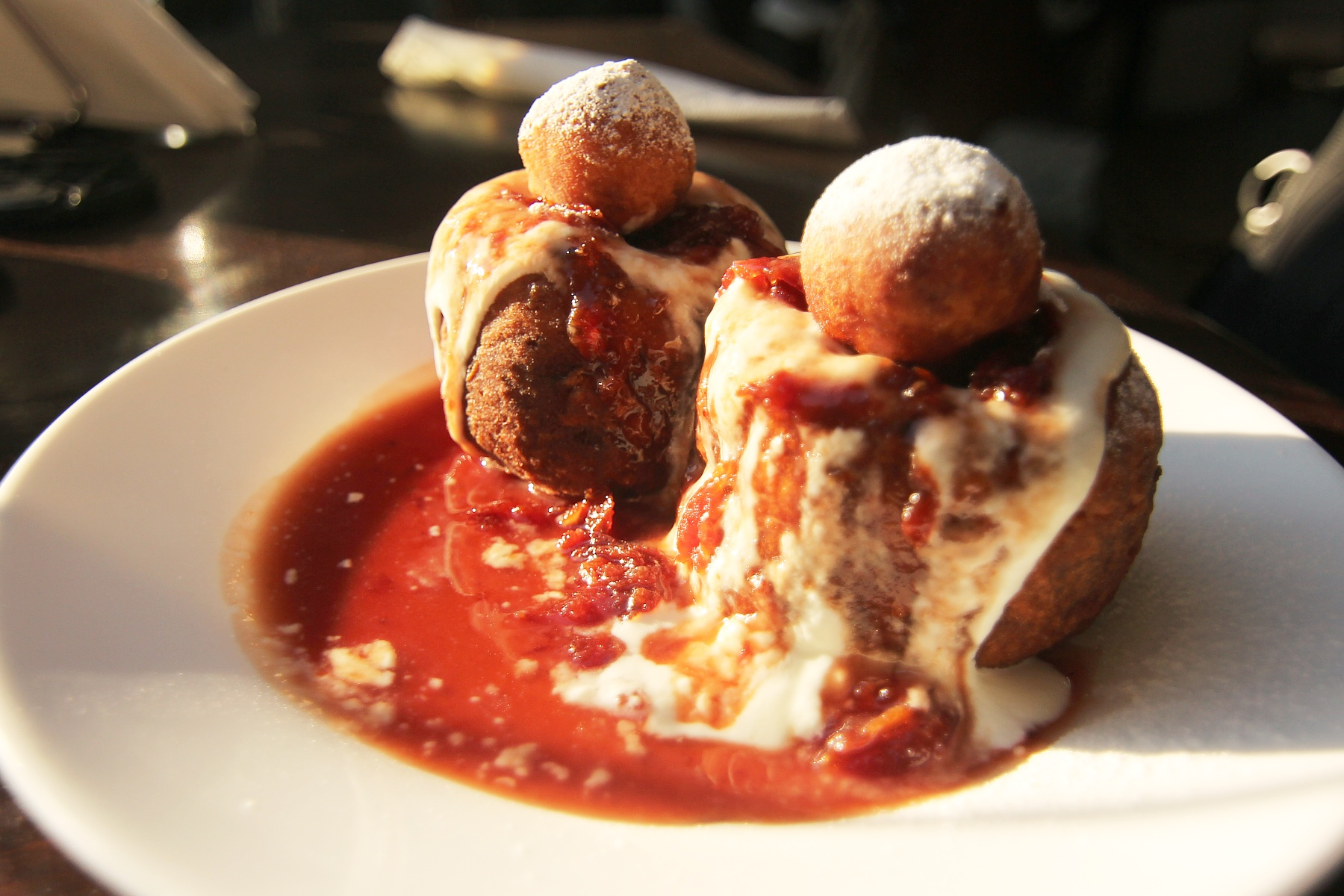
Papanași

- Baklava – ciasto filo wypełnione orzechami z dodatkiem miodu/syropu z cukru
- Covrigi – precel[4]
- Gogoşi – dosłownie "pączki", ale bardziej przypominają smażone ciasto[5]
- Chałwa
- Rahat – rachatłukum
- Plăcintă – ciasto
- Colivă – gotowana pszenica, zmieszana z cukrem i orzechami włoskimi (często zdobiona słodyczami i cukrem pudrem), podawana na pogrzebach
- Cozonac – rodzaj Stollen wykonanego z drożdżowego ciasta, do zrobienia którego używa mleka, jaj, cukru, masła i innych składników
- Pandişpan – biszkopt
- Orez cu lapte – pudding ryżowy
- Gris cu lapte – grysik, kasza manna z mlekiem
- Lapte de pasăre – dosłownie ptasie mleko, krem waniliowy z bezowymi "pływającymi wyspami"
- Crema de Zachar ars – crème caramel/ crème brûlée
- Clătite – naleśniki
- Turtă dulce – pierniki
- Chec – rodzaj ciasta do kawy
- Papanaşi – rodzaj pączków, wykonanych ze słodkiego sera, jajek, i kaszy manny, gotowanych lub smażonych i podawanych z syropem owocowym lub dżemem i śmietaną
- Şarlotă – Charlotte
- Prăjituri – różnego rodzaju ciasta:
  - Savarine – savarina[6])
  - Amandine – biszkopt czekoladowy wypełniony kremem migdałowym
  - Joffre – ciasto wymyślone w Casa Capsa, restauracji w Bukareszcie
- Mucenici – słodkie ciasteczka spożywane w dniu 9 marca)[7]

### Napoje
- Socată – napój musujący z czarnego bzu
- bere – piwo
- Ţuică – śliwowica
- Horincă – śliwowica, produkowana w pobliżu granicy z Ukrainą
- şliboviţă – podobna do horilcă, produkowana w pobliżu granicy z Serbią
- Rachiu – brandy owocowe
- Secărică – brandy z nasion kminku
- Turt – silna śliwowica (nazwa pochodzi od miejscowości Turt w północno-zachodniej Rumunii)
- Afinată – borówkowy likier
- Zmeurată – malinowy likier
- Vişinată – wiśniowy likier
- vin – wino
- Vodcă – wódka

## Znane postacie kulinariów rumuńskich
- Radu Anton Roman – autor rumuńskich książek kucharskich
- Sanda Marin – autor słynnej rumuńskiej książki kucharskiej
- Alexandru O. "Păstorel" Teodoreanu – międzywojenny pisarz rumuński, koneser win i żywności